# Municipio de West Roanoke
El municipio de West Roanoke (en inglés: West Roanoke Township) es un municipio ubicado en el condado de Randolph en el estado estadounidense de Arkansas. En el año 2010 tenía una población de 797 habitantes y una densidad poblacional de 13,13 personas por km².

## Geografía
El municipio de West Roanoke se encuentra ubicado en las coordenadas 36°14′00″N 91°5′27″O / 36.23333, -91.09083. Según la Oficina del Censo de los Estados Unidos, el municipio tiene una superficie total de 60.69 km², de la cual 60,26 km² corresponden a tierra firme y (0,7 %) 0,43 km² es agua.

## Demografía
Según el censo de 2010, había 797 personas residiendo en el municipio de West Roanoke. La densidad de población era de 13,13 hab./km². De los 797 habitantes, el municipio de West Roanoke estaba compuesto por el 97,62 % blancos, el 1 % eran afroamericanos, el 0,38 % eran asiáticos, el 0,13 % eran de otras razas y el 0,88 % eran de una mezcla de razas. Del total de la población el 0,63 % eran hispanos o latinos de cualquier raza.